# Regimiento de Infantería de Montaña 11
El Regimiento de Infantería de Montaña 11 "General Las Heras" (RIM 11) es una unidad táctica del Ejército Argentino con asiento de paz en Tupungato.

## Reseña
El Batallón 11 creado en 1814 formó en el Ejército de los Andes al mando del teniente coronel Juan Gregorio de Las Heras. Peleó en Chacabuco y Maipú.
En 1912 quedó establecido su asiento en Rosario, formando en la 3.ª División de Ejército. En 1964 cambió su denominación por Regimiento de Infantería de Montaña 11 (RIM 11) y su asiento definitivo en Tupungato, provincia de Mendoza, organizándose como unidad táctica de montaña.
El 30 de noviembre de 1960 fue el escenario en su asiento de Rosario de un fallido alzamiento militar comandado por el general Miguel Ángel Iñíguez contra Arturo Frondizi.
La Banda Militar "Talcahuano", creada en 1816 y perteneciente al RIM 11, fue declarada de interés provincial el 6 de noviembre de 2024.